# Rasmus Ristolainen
Rasmus Ristolainen (ur. 27 października 1994 w Turku) – fiński hokeista, reprezentant Finlandii.

## Kariera klubowa
- TPS U16 (2008-2010)
- TPS U18 (2009-2011)
- TPS U20 (2010-2011)
- TPS (2011-2013)
- Buffalo Sabres (2013-)
  -  Rochester Americans (2013-2014)

Wychowanek klubu TPS w rodzinnym mieście Turku. Sukcesywnie awansował od juniorskich drużyn klubu do seniorskiego zespołu. Od 2011 regularnie występował w rozgrywkach SM-liiga. W maju 2012 w KHL Junior Draft został wybrany przez klub Amur Chabarowsk z numerem 13. W lutym 2013 przedłużył kontrakt z klubem o rok. 30 czerwca 2013 w drafcie NHL z 2013 został wybrany przez Buffalo Sabres z numerem 8 (jako najwyżej uplasowany Fin i trzeci Europejczyk). Jednocześnie był najwyżej draftowanym graczem przez klub Sabres od 2003. W lipcu 2013 podpisał trzyletni kontrakt z tym amerykańskim klubem na występy w lidze NHL. Zadebiutował w nim 2 października 2013. Po ośmiu rozegranych meczach, 19 października 2013 został przekazany do zespołu farmerskiego w lidze AHL. W październiku 2016 przedłużył kontrakt z Buffalo Sabres o sześć lat.
Został reprezentantem Finlandii. Grał kadrach juniorskich kraju do lat 16, następnie do lat 17 (na mistrzostwach świata w 2010 i 2011), na mistrzostwach świata do lat 18 edycji 2012, do lat 20 edycji 2012, 2013, 2014. W kadrze seniorskiej uczestniczył w turnieju Pucharu Świata 2016.
W trakcie kariery zyskał pseudonimy Rasse, RR55.

## Sukcesy
Reprezentacyjne
- Złoty medal mistrzostw świata juniorów do lat 20: 2014

Indywidualne
- Mistrzostwa Świata Juniorów w Hokeju na Lodzie 2014/Elita:
  - Gol zwycięski w dogrywce meczu finałowego przeciw Szwecji (3:2)[7]
  - Drugie miejsce w klasyfikacji strzelców wśród obrońców turnieju: 3 gole[8]
  - Najlepszy obrońca turnieju[9]
  - Skład gwiazd turnieju[10]